# 肖风
肖风（1960年3月—），湖南湘潭人，中国摄影师、电影导演，第五代导演。作为摄影师，他曾获得1996年第16届中国电影金鸡奖最佳摄影。作为导演，他执导了“现代农村三部曲”（《清水的故事》、《喊过岭的故事》、《海的故事》）、“抗战三部曲”（《大劫难》、《岁岁清明》、《兰亭》），其中《岁岁清明》获2011年第28届中国电影金鸡奖最佳故事片奖。